# Incorruptibilité
Pour les articles homonymes, voir Incorruptibilité (homonymie).

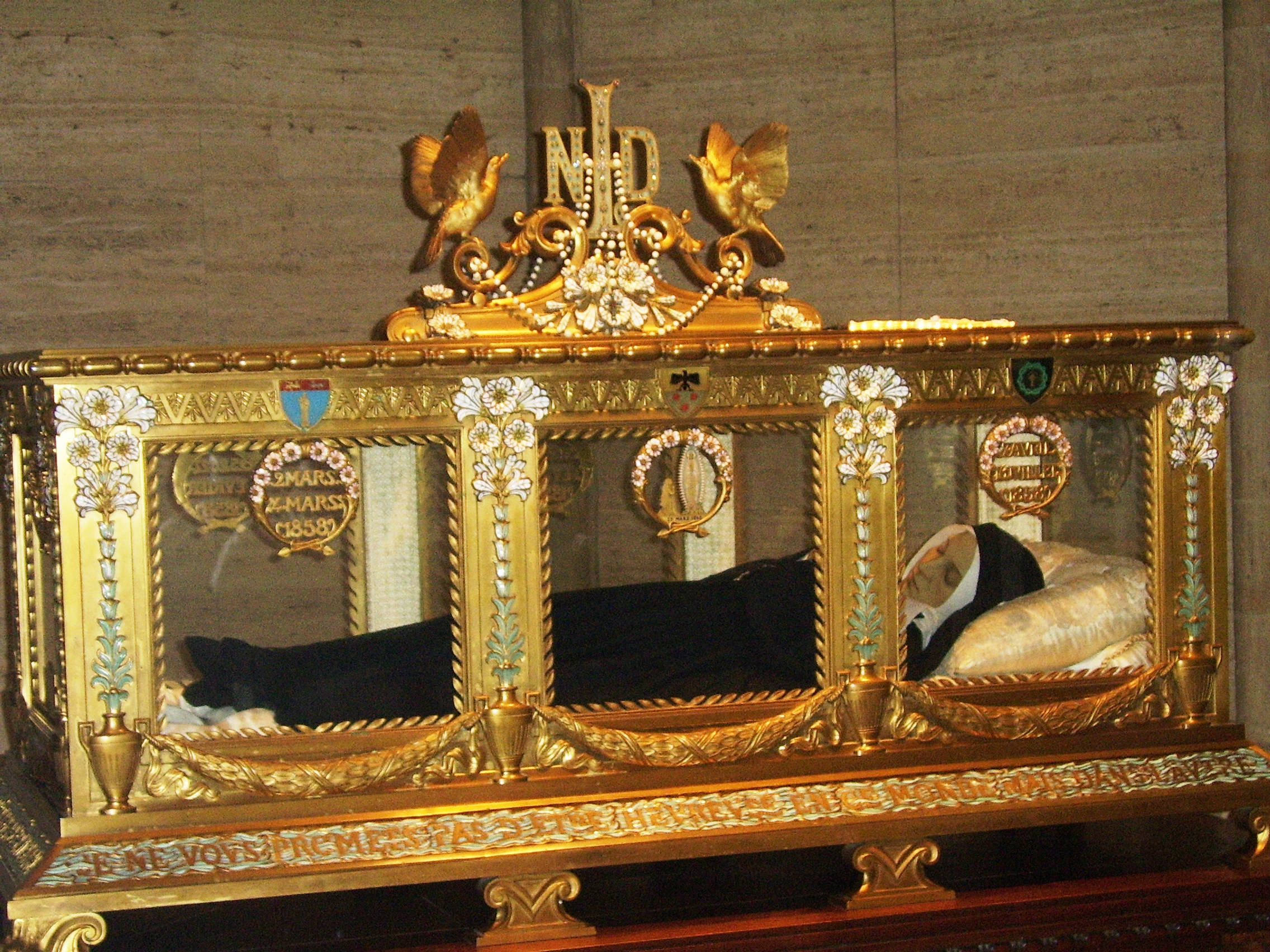
Sarcophage châsse de verre et de bronze avec le corps de sainte Bernadette Soubirous, Espace Bernadette-Soubirous, Nevers, France. Un masque de cire a été apposé sur le visage, et les mains ont été refaites dans la même matière par Pierre Imans.

L'incorruptibilité est un état essentiellement mis en valeur par les Églises catholique et orthodoxe, selon lesquelles l'intervention divine permet à certains corps humains (en particulier les saints et les béatifiés) d'éviter le processus normal de décomposition après la mort. Les fidèles perçoivent ainsi l'incorruptibilité comme un signe de sainteté. Les corps qui subissent peu ou pas de putréfaction sont dits incorruptibles ou incorrompus.

## La question de l'incorruptibilité
Le culte des saints a tendance à valoriser l'incorruptibilité des cadavres et le jeûne. Ainsi selon le sociologue des religions Jacques Maître, « se définit une zone intermédiaire où le corps défunt reste comme vivant puisqu'il ne se décompose pas, et où le corps vivant est comme éternisé dans la mort, puisqu'il ne connaît ni alimentation ni excrétion. »
La croyance en l'incorruptibilité est intimement liée au développement du culte de reliques. Primitivement, le mot latin de reliques, reliquiae, désigne le cadavre, la dépouille. Puis il se spécialise dans la désignation des corps saints et, comme ceux-ci se décomposent, en vient à désigner leurs restes (ossements, cendres). Avec le développement important du commerce des reliques au Moyen Âge, les textes du droit canonique donnent la primauté aux reliques dites « insignes », à savoir le corps entier des saints. Dès lors, la question de l'incorruptibilité devient importante pour les sanctuaires (cette relique insigne est une source de prestige et de revenus substantiels, en générant notamment des pèlerinages), pour les communautés monastiques ou cathédrales, afin de leur permettre de « sortir de difficultés financières, de réaffirmer le pouvoir d'un évêque, etc. »
La tendance à allier la canonisation à l'incorruptibilité des reliques s'est progressivement répandue. Pour les besoins de l'instruction du procès de béatification, le corps doit être exhumé. Il n'est pas rare que lors de l'ouverture du cercueil, les autorités religieuses déclarent avoir retrouvé le corps du serviteur de Dieu dans un état de « conservation extraordinaire », « intact » voire « incorrompu ».
Afin de conserver l'apparence de la vie et de l'incorruptibilité, il existe la tradition dans les sanctuaires de déposer les reliques d'un saint canonisé dans une châsse. Le cadavre étant plus ou moins décomposé, les reliques sont insérées dans une reconstitution du corps entier ou partiel (généralement saints revêtus d'un corps en cire) afin de mettre en scène un cadavre inaltérable. Tel est le cas pour Thérèse de Lisieux, Bernadette Soubirous, Vincent de Paul ou Padre Pio dont le visage est recouvert d'un masque en silicone peint à la main. « Cette sorte de trompe-l'œil sculptural en dit long sur la prégnance ecclésiastique et populaire du mythe » de l'incorruptibilité.

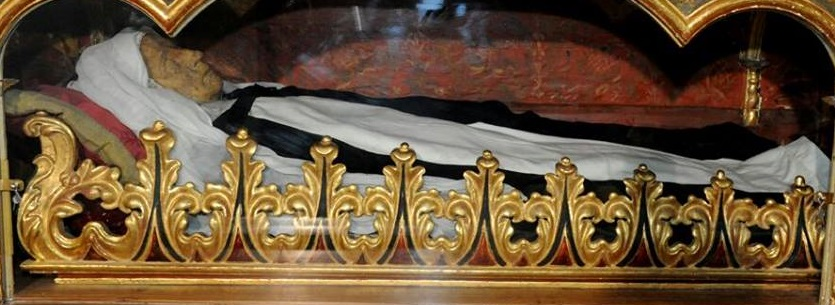
Corps de sœur Marie de Jesús, au couvent de Santa Catalina de Siena (San Cristóbal de La Laguna, Tenerife, Espagne).

Cette prégnance reste vivace. Ainsi, la simple découverte d'un corps incorrompu, chrétien ou non, suffit encore aujourd'hui à créer un élan de dévotion avec pour objet, non pas Dieu, mais le corps lui-même. Les corps embaumés qui ne sont pas considérés par l'Église comme incorrompus, suscitent d'ailleurs le même intérêt lorsqu'ils sont exposés.
Le caractère extraordinaire de l'incorruptibilité ne doit pas masquer le fait que ce phénomène peut s'expliquer naturellement : technique de l'éviscération des corps avec ou sans embaumement, c'est-à-dire introduction d'aromates ; facteurs naturels tels que le genre de maladie, la saison ou l'âge du défunt, propriétés de conservation des sols.
Saint Charbel a lui aussi été retrouvé dans un état de conservation que la science a des difficultés à expliquer. En effet, son corps, longtemps après son exhumation de terre, garda sa souplesse, capable de saigner en cas de blessure, mais aussi suintant une quantité d'huile importante, à devoir changer ses habits très régulièrement.

## Phénomènes caractéristiques
Le prêtre catholique Herbert Thurston fait, à la fin du XIXe siècle, la première étude des cas d'incorruptibilité physique après la mort. Ce jésuite avance le chiffre de 42 saints incorrompus, morts entre les années 1400 et 1900. Il associe à l'incorruptibilité six phénomènes caractéristiques, mais pas obligatoirement simultanés : 
- la présence d'un parfum suave émanant du corps,
- l'absence de rigidité cadavérique,
- la persistance d'une certaine tiédeur du cadavre,
- l'absence de putréfaction,
- des écoulements anormaux (huile qui sort du tombeau, saignements tels que la poursuite des stigmates),
- et des mouvements post mortem[11].

## Liste

### Saints catholiques
L'auteur catholique Joan Carroll Cruz poursuit le recensement du père Thurston à l'aide de sources ecclésiastiques. Elle énumère 102 noms, parmi lesquels on retrouve, classés par dates de décès :
XIIIe siècle
- Sainte Rose de Viterbe († 1252), corps frais et souple pendant de nombreuses années, aujourd'hui quasiment momifié, il est exposé dans l'église Santa Rosa à Viterbe
- Sainte Zita de Lucques († 1278), corps parfaitement intact mais bruni, exposé dans la Basilique San Frediano

XIVe siècle
- Sainte Claire de Montefalco († 1308), corps incorrompu jusqu'en 1880, aujourd'hui légèrement momifié, exposé dans l'église Santa Chiara à Montefalco
- Sainte Marguerite de Castello († 1320), corps incorrompu, légèrement desséché, exposé dans l'église San Domenico de Città di Castello
- Bienheureuse Roseline de Villeneuve († 1329), corps frais et souple jusqu'en 1835, aujourd'hui toujours intact bien que bruni. Ses yeux notamment sont préservés de toute corruption. Exposé dans la chapelle Sainte-Roseline à Les Arcs (Var).
- Bienheureuse Imelda Lambertini († 1333), corps parfaitement intact pendant de nombreuses années, aujourd'hui recouvert d'un masque de cire. Exposé dans l'église San Sigismondo à Bologne
- Sainte Catherine de Sienne († 1380), corps intact pendant de nombreuses années. Sa tête, desséchée, est exposée dans la Basilique San Domenico (Sienne).

XVe siècle
- Sainte Rita de Cascia († 1457), corps parfaitement intact mais bruni, exposé dans la Basilique de Cascia
- Saint Antonin de Florence († 1459), corps souple jusqu'en 1589, aujourd'hui parfaitement intact mais desséché, exposé dans la Basilique San Marco à Florence
- Sainte Catherine de Bologne († 1463), corps souple un mois après sa mort, si bien qu'on le positionna dans une posture assise dans une chapelle de l'église Corpus Domini de Bologne, où il est, intact mais momifié, toujours exposé.
- Saint Jacques de la Marche († 1476), corps intact, légèrement bruni et séché, exposé dans l'église Santa Maria delle Grazie à Monteprandone.

XVIe siècle
- Saint François Xavier († 1552), corps parfaitement intact pendant plusieurs années, aujourd'hui quasiment momifié. Il est exposé dans la Basilique du Bon Jésus de Goa
- Saint Benoît le More († 1589), corps retrouvé parfaitement intact en 1807, il l'est toujours aujourd'hui, bien que desséché. Il était exposé dans l'église Santa Maria di Gesù à Palerme jusqu’à ce qu’un incendie détruise le corps, sauf la tête, en juillet 2023.
- Saint Jean de la Croix († 1591), corps intact, souple et exhalant une odeur suave un an après sa mort. Incorruptible jusqu'en 1859.

XVIIe siècle
- Bienheureux Antonio Franco († 1626), corps intact, exposé dans la cathédrale de l’Assomption de Santa Lucia del Mela
- Sainte Virginie Centurione († 1651), corps parfaitement intact et souple en 1801, aujourd'hui en partie momifié mais toujours incorruptible. Exposé à Gênes.
- Saint Vincent de Paul († 1660), corps intact pendant de nombreuses années, aujourd'hui recouvert d'un masque de cire, il est exposé dans la chapelle des lazaristes à Paris

XVIIIe siècle
- Servante de Dieu Ursula Micaela Morata († 1703), corps intact et souple, bien que desséché, exposé dans l'église des capucines d'Alicante.
- Saint Crispin de Viterbe († 1750), retrouvé incorrompu en 1959, reposant à Rome dans l'église Santa Maria della Concezione dei Cappuccini à Rome

XIXe siècle
- Saint Jean-Marie Vianney († 1859), corps intact, légèrement desséché, visage recouvert d'un masque de cire, actuellement exposé dans la Basilique d'Ars-sur-Formans
- Sainte Catherine Labouré († 1876), corps parfaitement intact et souple en 1933, aujourd'hui recouvert d'un masque de cire et exposé dans la chapelle Notre-Dame-de-la-Médaille-miraculeuse à Paris. Ses yeux ne comportent aucune trace de putréfaction, si bien qu'ils sont ouverts.
- Sainte Bernadette Soubirous († 1879), corps retrouvé parfaitement intact avec le visage légèrement bruni en 1909, raison pour laquelle on y apposa un masque de cire. Toujours exceptionnellement bien conservé, il est exposé dans l'église Saint Gildard à Nevers
- Saint Charbel Makhlouf († 1898), corps parfaitement intact et suintant de l'huile, avec notamment la croissance légère de la barbe et des ongles observé par les médecins légistes. Il est aujourd'hui exposé au couvent maronite d'Annaya au Liban
- Bienheureuse Marie du Divin Cœur († 1899), corps intact, légèrement bruni, actuellement exposé dans l'église du Sacré-Cœur de Jésus à Ermesinde

XXe siècle
- Sainte Jacinthe Marto († 1920), corps retrouvé parfaitement intact lors de son exhumation en 1935 et 1950, à tel point que les témoins affirmèrent avoir eu l'impression de la voir dormir.
- Bienheureux Piergiorgio Frassati († 1925), corps retrouvé parfaitement intact en 1981 et dégageant une odeur suave.
- Saint Louis Orione († 1940), corps intact mais desséché, aujourd'hui exposé dans le sanctuaire Notre-Dame-de-la-Garde à Tortone.
- Sainte Joséphine Bakhita († 1947), corps intact et souple en 1967, aujourd'hui recouvert d'un masque de cire, exposé dans l'église paroissiale de Schio.
- Saint Gaétan Catanoso († 1963), corps retrouvé intact, aujourd'hui recouvert d'un masque de cire et exposé dans le sanctuaire Volto Santo à Reggio de Calabre.
- Saint Jean XXIII († 1963), corps retrouvé dans un bon état de conservation en 2000, aujourd'hui recouvert d'un masque de cire et exposé dans la Basilique Saint-Pierre à Rome
- Bienheureuse Marie de saint Joseph Alvarado Cardozo († 1967), corps retrouvé parfaitement intact en 1994 malgré la décomposition quasi complète du cercueil. Aujourd'hui exposé dans le sanctuaire Madre Maria de San José à Maracay.
- Saint Padre Pio († 1968), corps retrouvé parfaitement intact en 2008 et répandant une odeur suave. Son visage est aujourd'hui recouvert d'un masque en silicone. Son corps est exposé dans le sanctuaire de San Giovanni Rotondo.
- Bienheureux Vasyl Velychkovsky († 1973), corps retrouvé parfaitement intact en 2001.
- Bienheureuse Dulce Lopes Pontes († 1992), corps découvert intact mais bruni en 2010, aujourd'hui exposé dans l'église Imaculada Conceição da Madre de Deus de Salvador de Bahia

XXIe siècle
- Bienheureux Carlo Acutis († 2006), corps retrouvé intact en 2018, aujourd'hui exposé au Sanctuaire de la Spogliazione à Assise

### Vénérables et bienheureux catholiques
- 1634 : Bienheureuse Agnès Galand de Jésus, de Langeac, dominicaine. Corps intact et suavement parfumé en 1653, actuellement desséché.
- 1637 : Mère Jeanne-Charlotte de Bréchard, visitandine morte en odeur de sainteté. Corps parfaitement intact et souple, répandant une substance huileuse accompagnée d'une odeur suave. Réduite à l'état d'ossements après la Révolution, actuellement à Annecy.
- 1847 : Blaise Marmoiton, martyr, religieux de la Société de Marie. Corps et tête (séparés) intacts et répandant une odeur suave, malgré immersion dans l'eau durant plusieurs jours.
- 1903 : Bienheureuse Gertrude Comensoli, fondatrice des Sacramentines. Corps parfaitement incorrompu et souple lors de son exhumation.

### Saints orthodoxes
- 532 : Saint Sabas le Sanctifié
- 1295 : Saint Basile de Riazan
- 1331 : Saint Stefan de Decani
- 1359 : Saint Grégoire Palamas
- 1934 : Saint Alexis d'Ugine
- 1956 : Saint Nicolas d'Ochrid

## Galerie

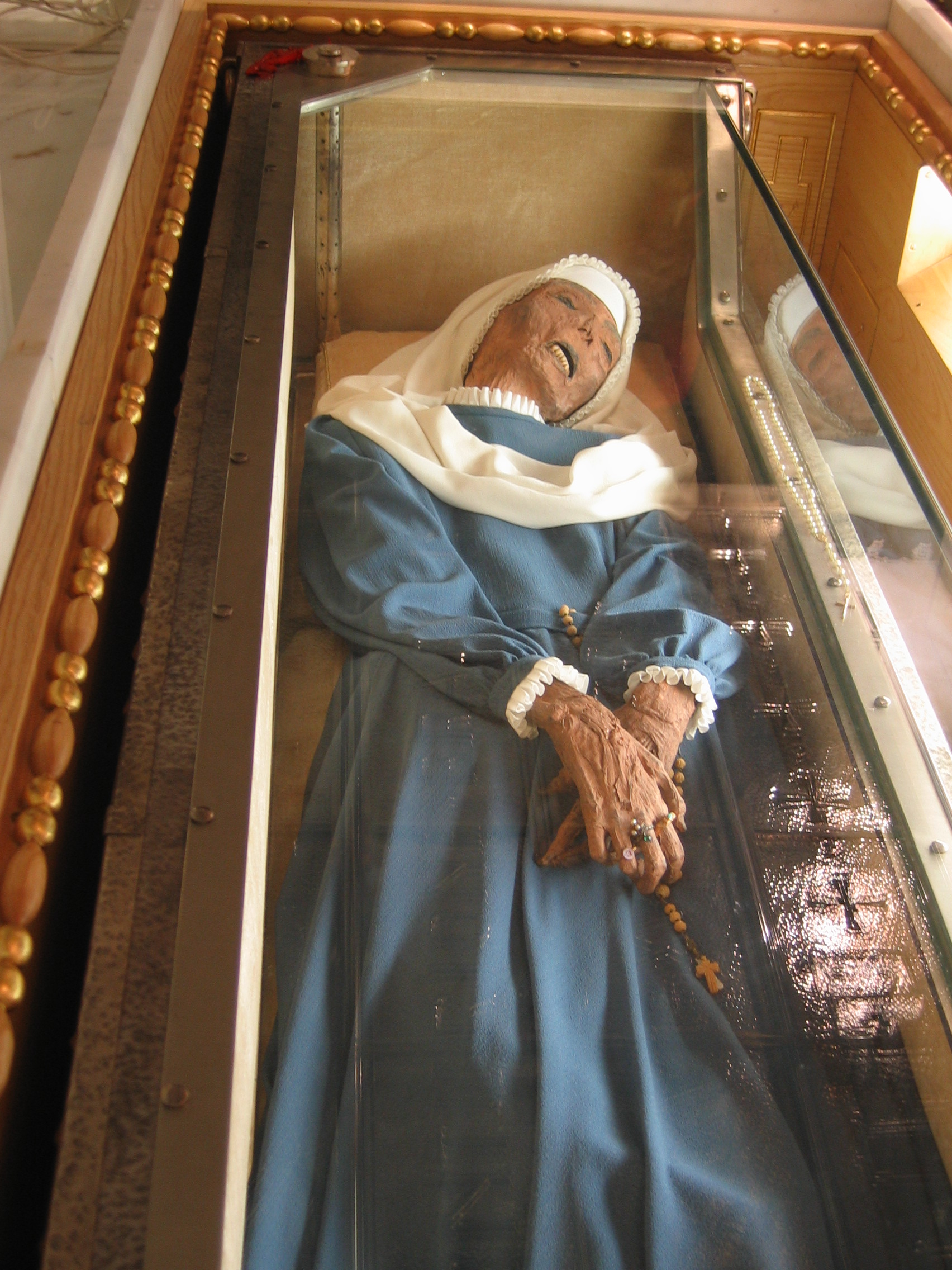
Corps de sainte Virginie Centurione (1587-1651).
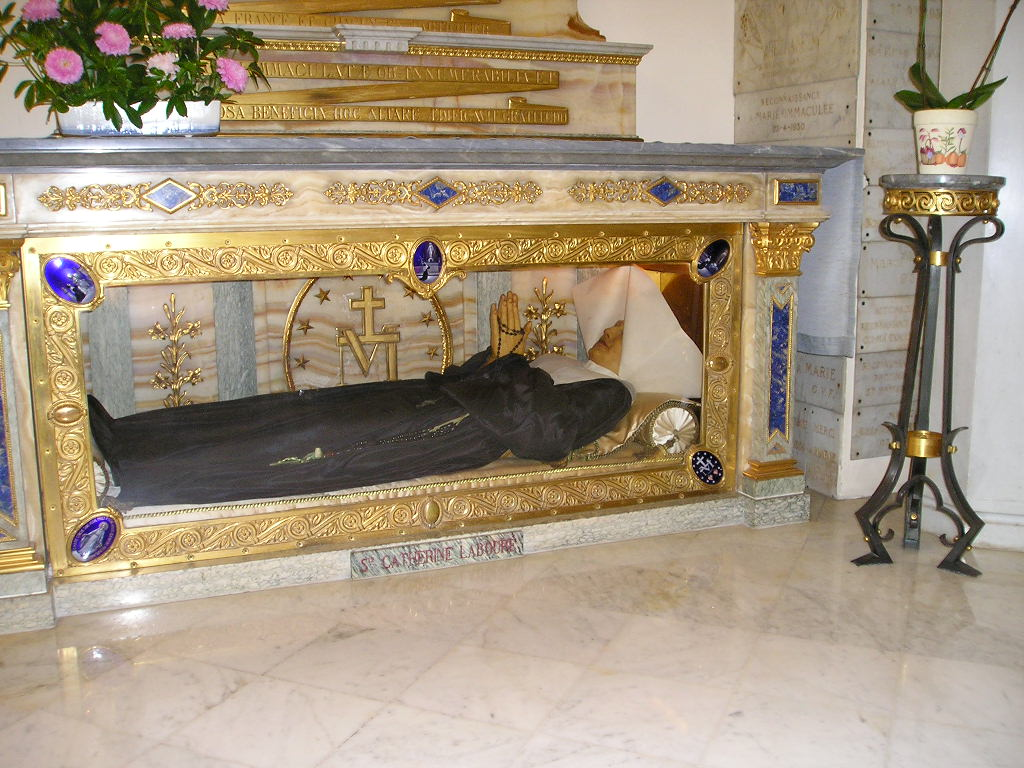
Corps de sainte Catherine Labouré, (1806-1876).
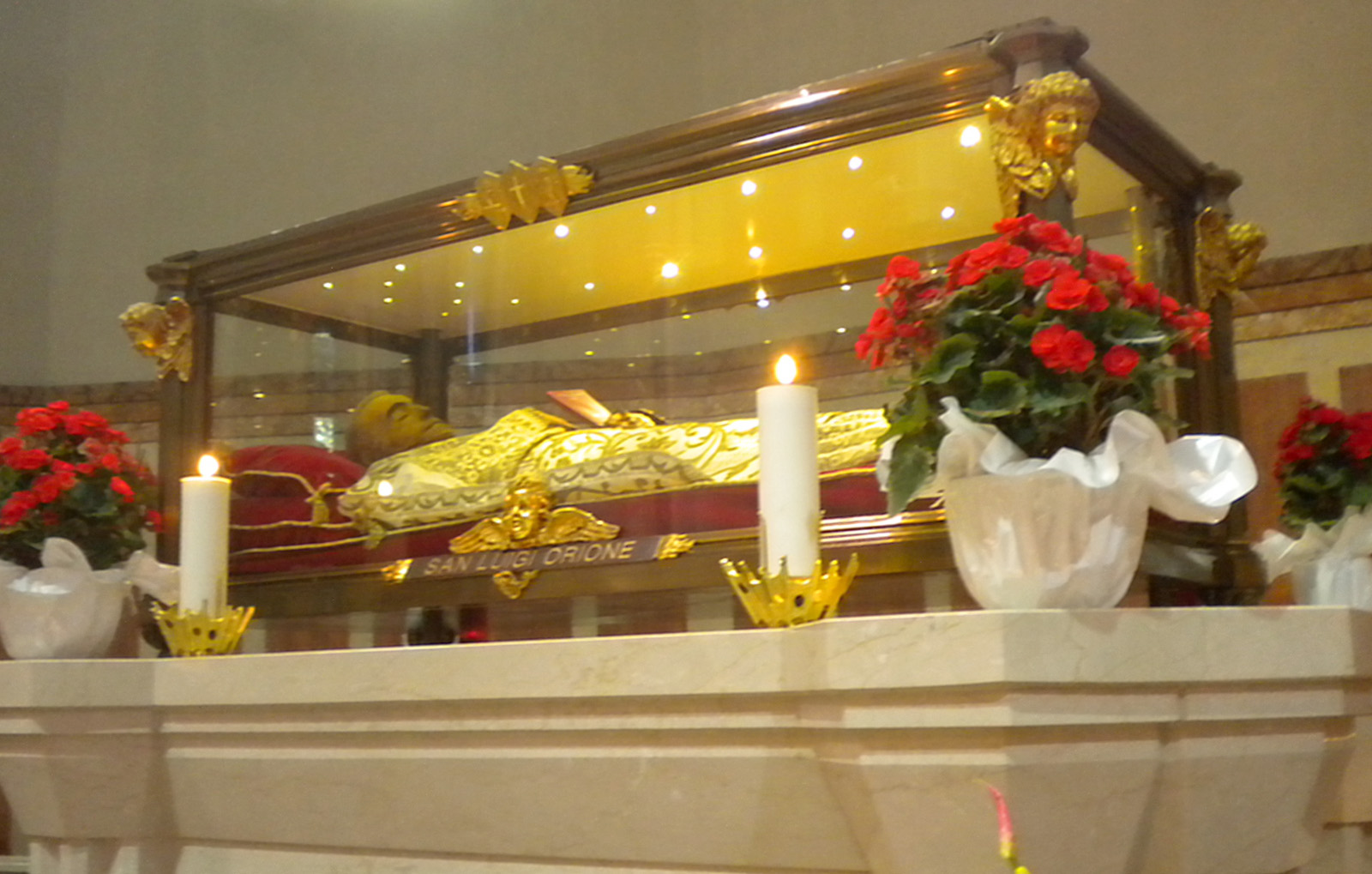
Corps de saint Louis Orione, (1872-1940).
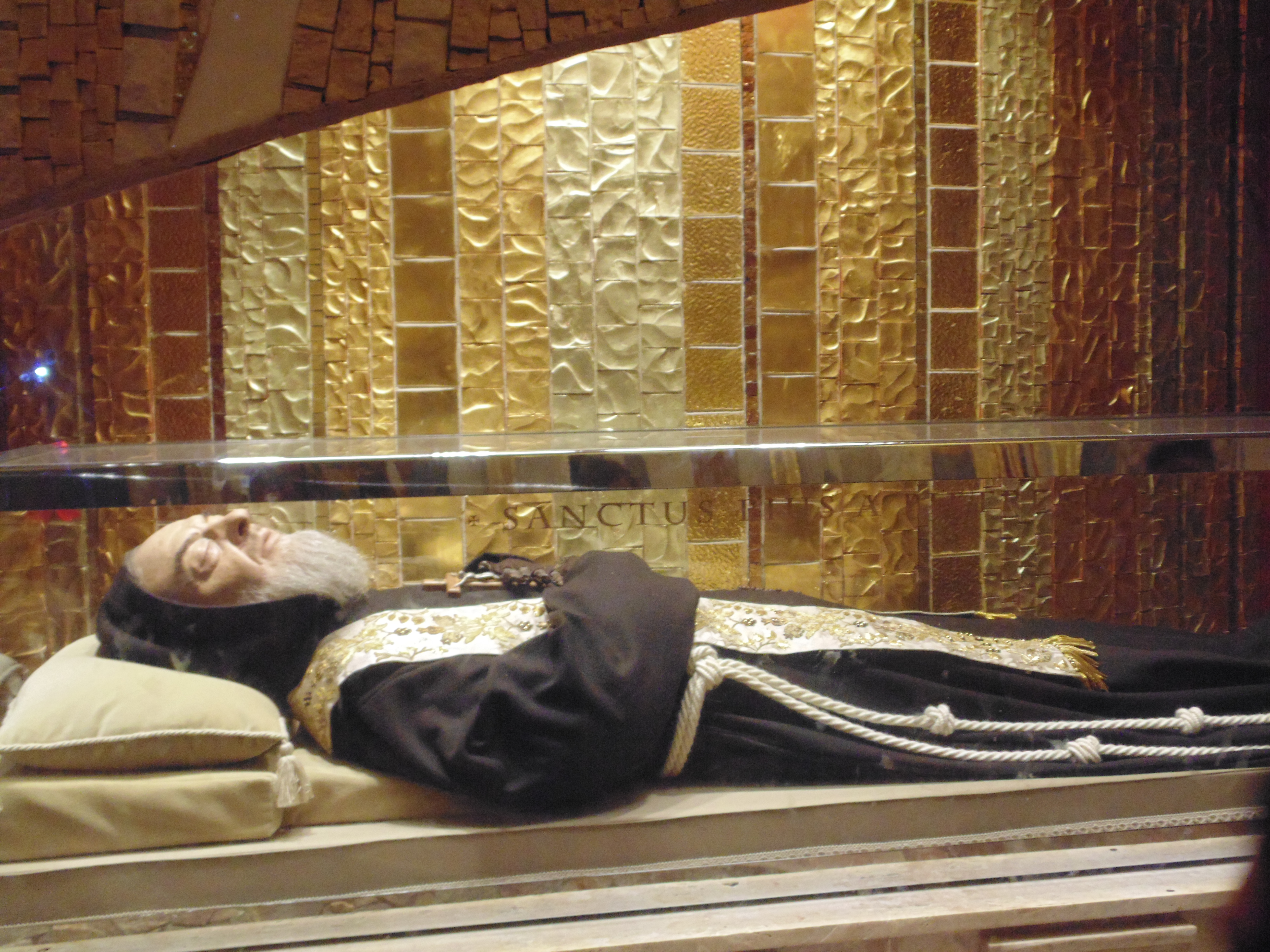
Corps de saint Padre Pio de Pietrelcina (1887-1968).
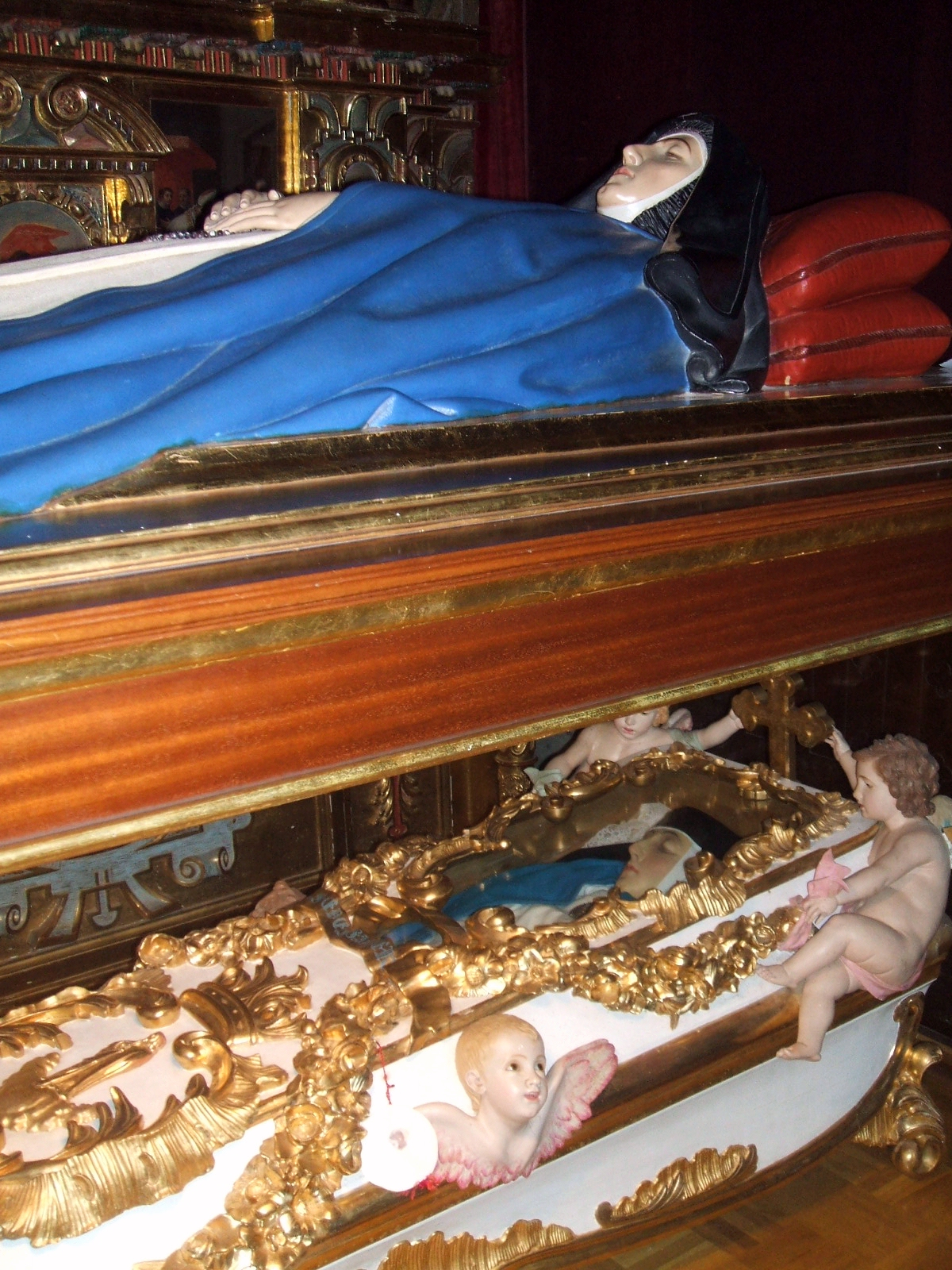
Corps de la vénérable Marie de Jésus de Ágreda (1602-1665).
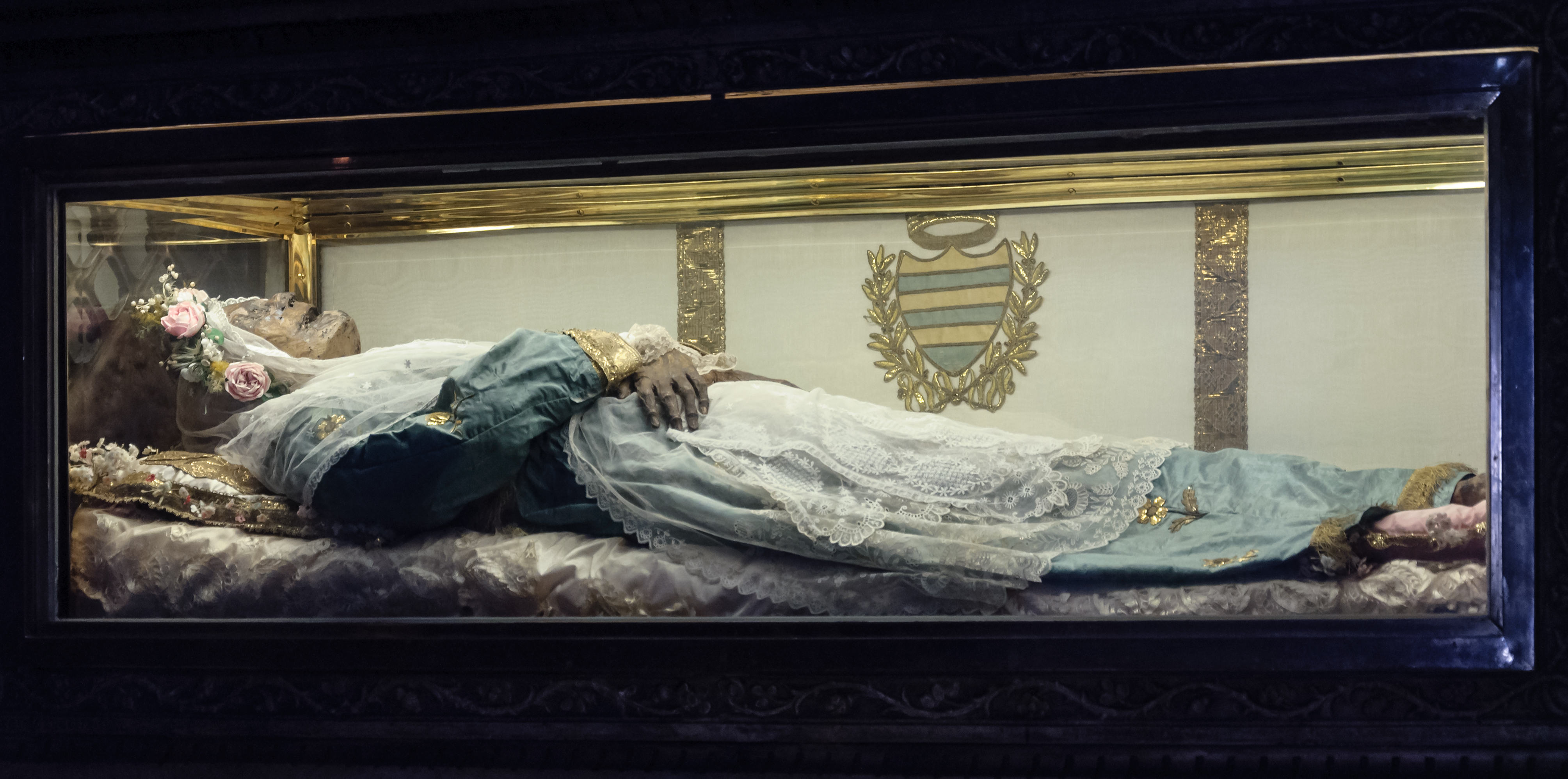
Corps de sainte Zita de Lucques (1218-1278).
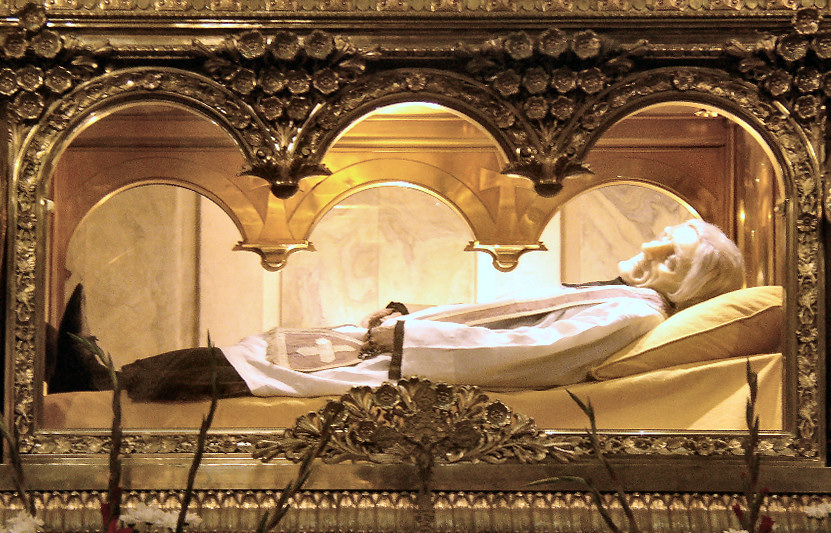
Jean-Marie Vianney (1786-1859), le saint Curé d’Ars.
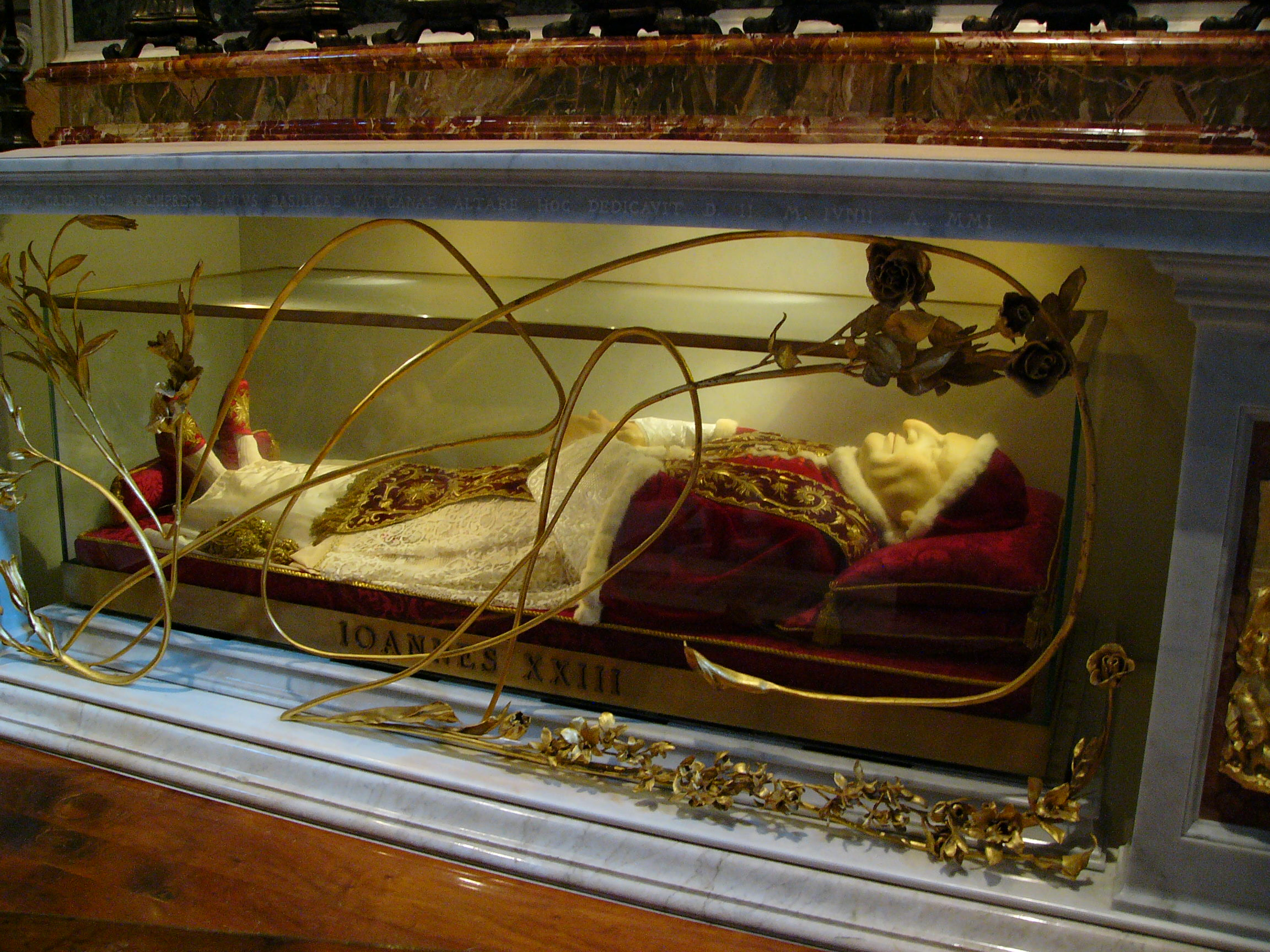
Corps de saint Jean XXIII (1881-1963).
Corps du bienheureux Carlo Acutis (1991-2006).